# I vicini
I vicini (Neighbors) è un cortometraggio del 1920 diretto da Buster Keaton e Eddie Cline.
Il film è conosciuto in inglese anche con il titolo di Backyard o Mailbox. Gli acrobati The Flying Escalantes che appaiono nella scena finale lavoreranno in un altro film di Keaton, Allez Oop del 1934.
In Italia il film uscì con il titolo I vicini di Saltarello

## Trama
Un ragazzo ama, corrisposto, la ragazza sua vicina di casa: le due famiglie sono divise da una staccionata e i rispettivi genitori si detestano. Inizia una serie di scontri e di equivoci tra le famiglie, quando i due iniziano a scambiarsi biglietti d'amore, fino all'intervento della polizia, che tenta di rinchiudere il ragazzo, invano, perché questi riesce sempre a fuggire.

Quando la storia finisce in tribunale, l'anziano giudice decreta che il matrimonio tra i due si deve fare. La cerimonia, con continue disavventure ed interruzioni, si compie, ma il padre della ragazza si riprende la figlia quando scopre che l'anello di matrimonio è una patacca senza valore. Il ragazzo si riprende la sposa, aiutato da un paio di amici.

## Critica
- (...) La messa in scena keatoniana si affina, soffermandosi soprattutto sulla definizione dello spazio: una geometria chiusa, senza fuori campo, che definisce esclusivamente al proprio interno i percorsi, le traiettorie, i gesti dei personaggi stessi. Le cose che escono dallo schermo cessano di esistere" [3]